# Calanda (gemeente)
Calanda is een gemeente in de Spaanse provincie Teruel in de regio Aragón met een oppervlakte van 112,25 km². Calanda telt 3.846 inwoners (1 januari 2016).

## Geboren in Calanda
- Luis Buñuel (1900-1983), Spaans-Mexicaans cineast

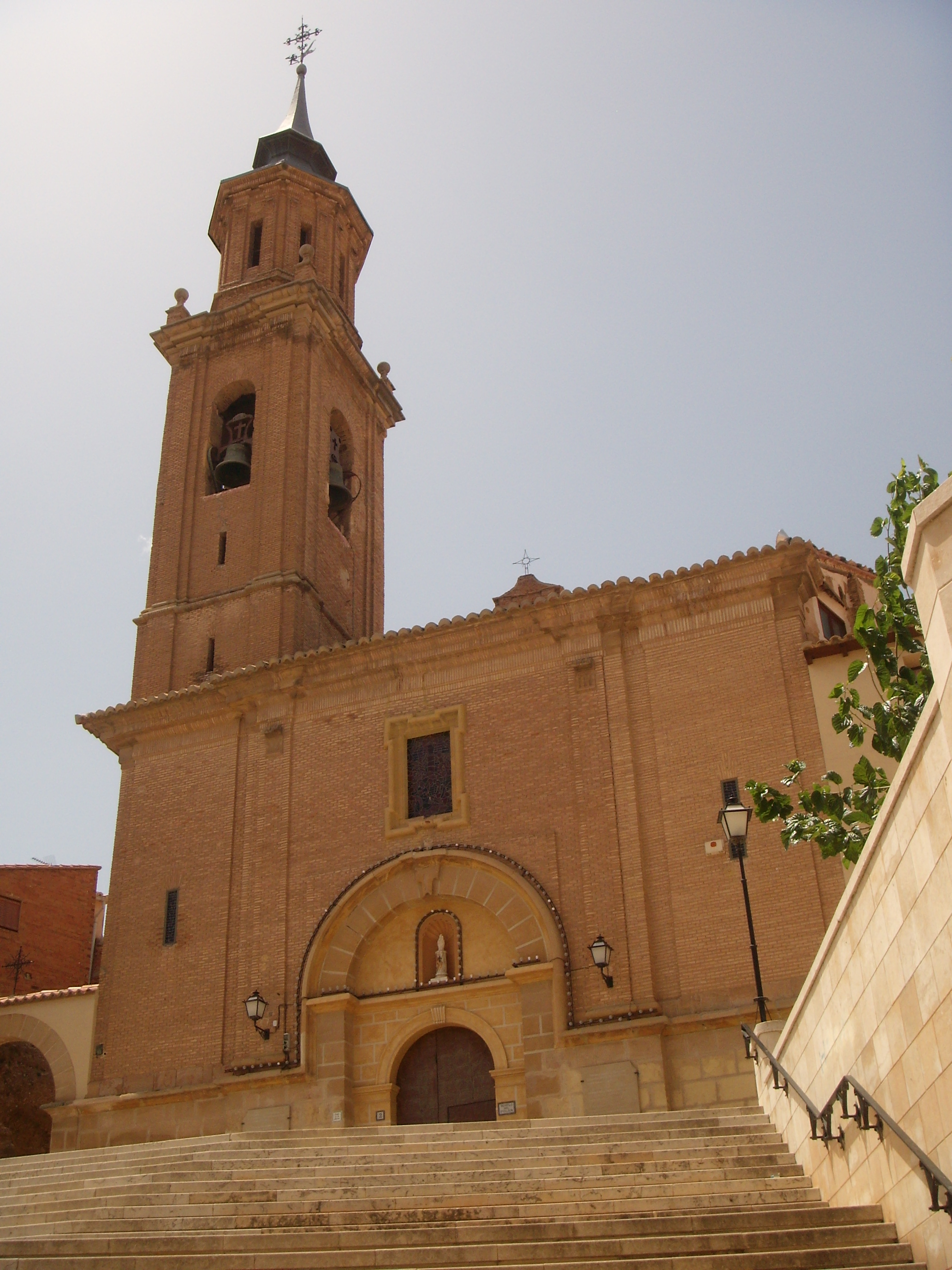
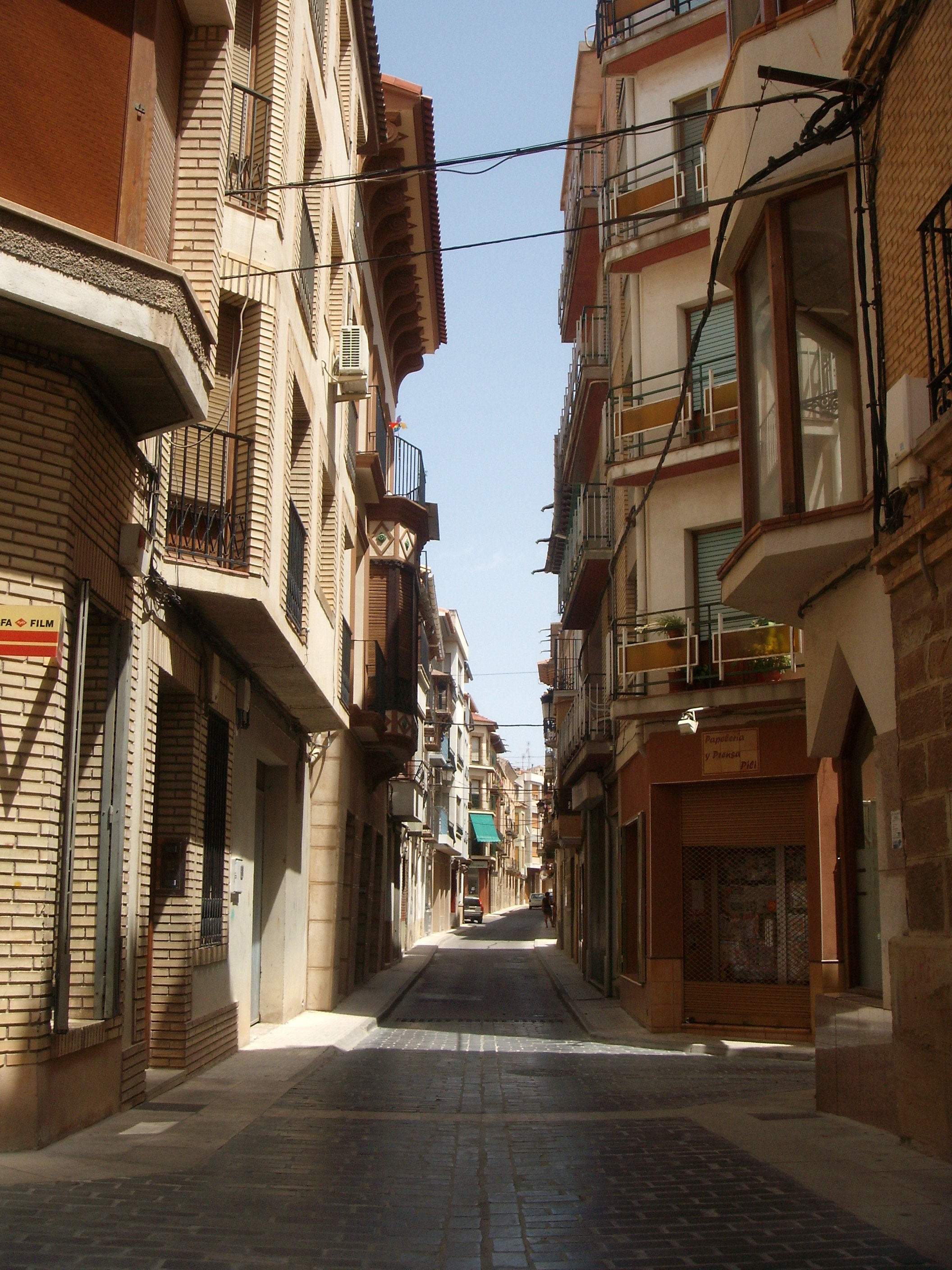
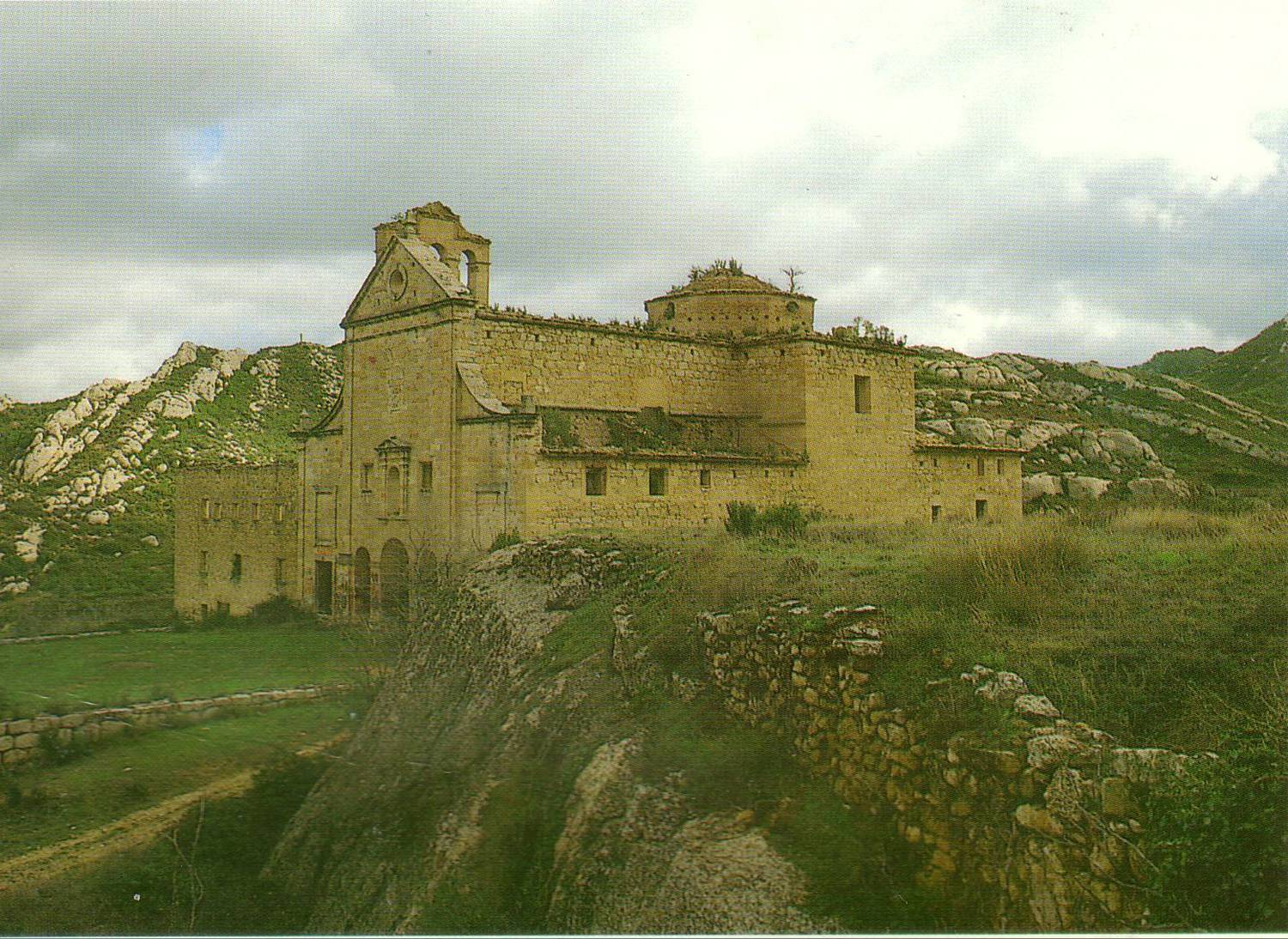
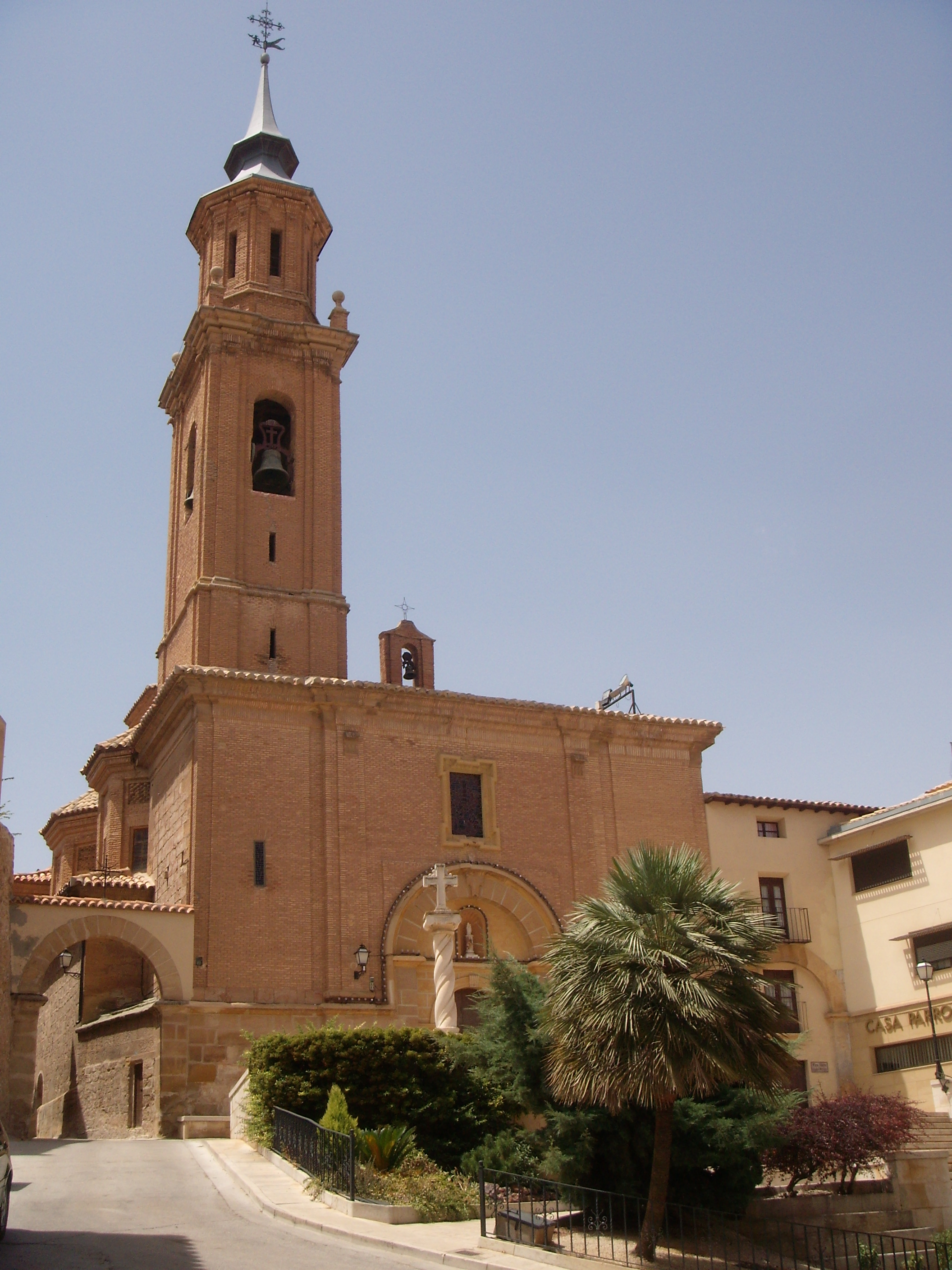
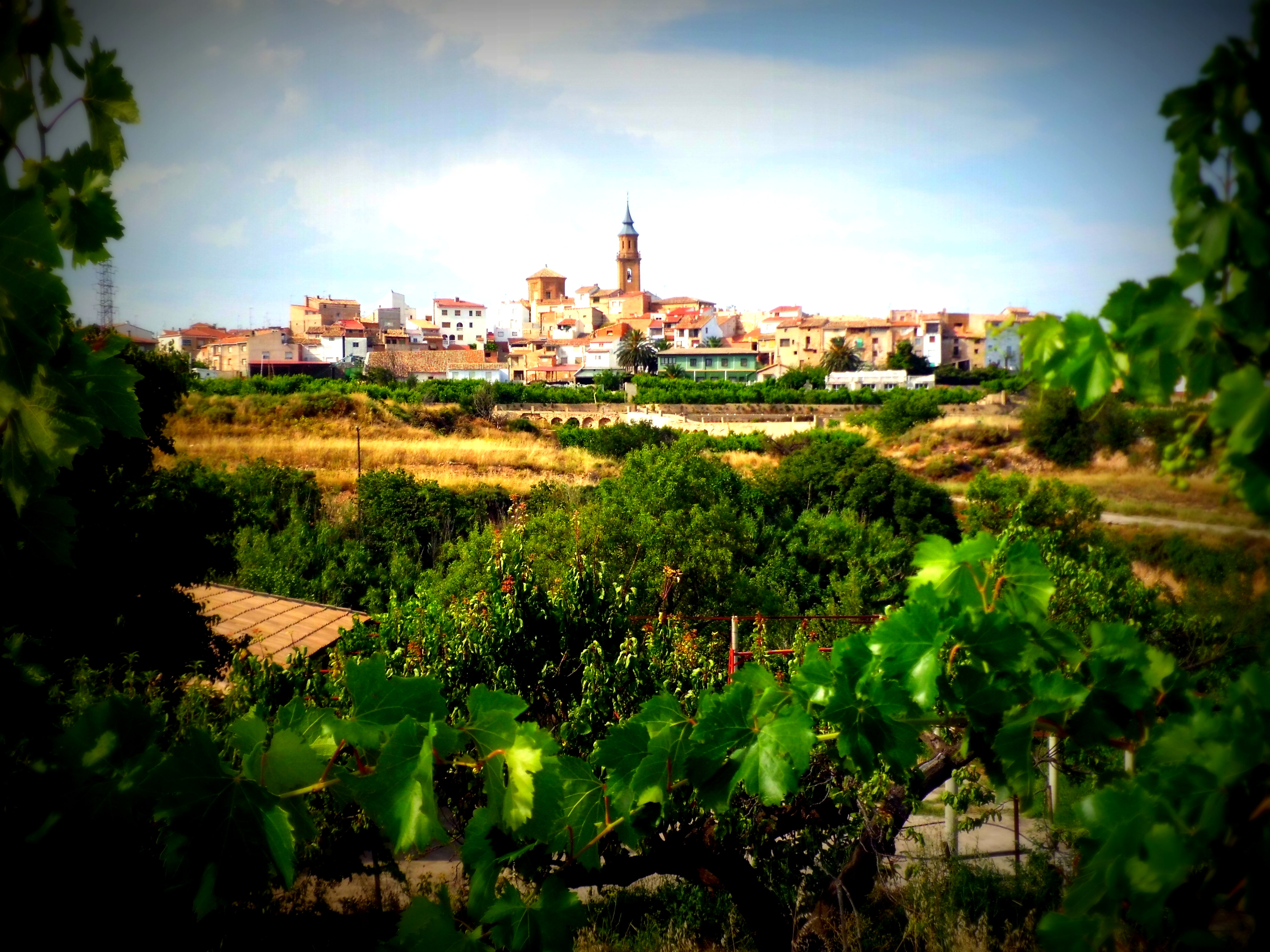
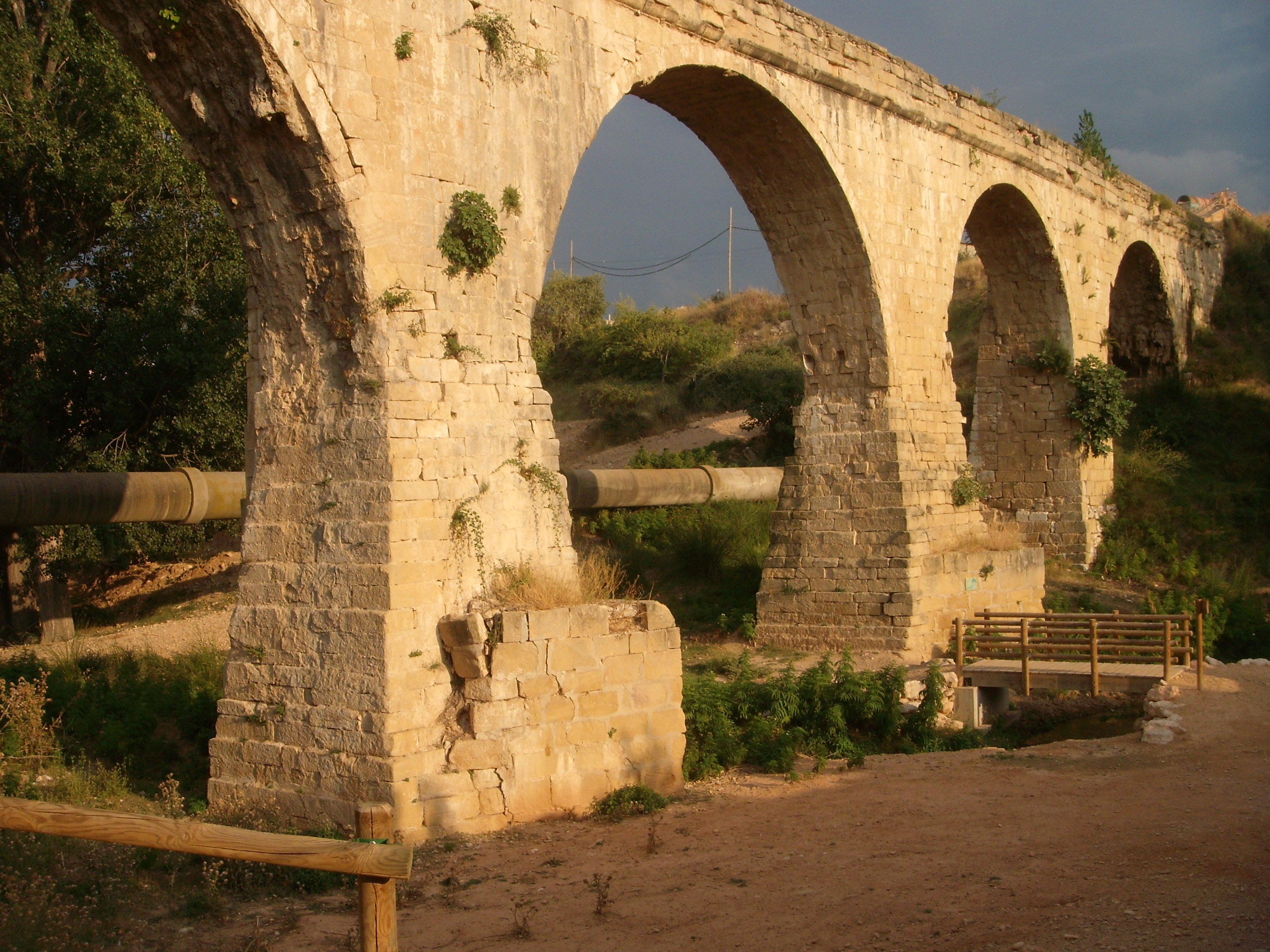